# Comptes rendus hebdomadaires des séances de l'Académie des sciences
Les Comptes rendus (aujourd'hui abrégés en C. R., les ancienne abréviation C. R. Acad. Sci. Paris et ancien acronyme CRAS n'ayant plus lieu d'être à la suite de l'abandon de la mention "Académie des sciences" dans le titre) sont une revue scientifique internationale à comité de lecture, publiée en libre accès diamant par l’Académie des sciences française. Elle se décline en sept séries disciplinaires : Mathématique, Mécanique, Physique, Géoscience - Sciences de la planète, Palevol (paléontologie évolutive), Chimie et Biologies. Chaque série possède sa propre politique éditoriale.

## Histoire
Le lancement de cette publication s’est fait en 1835 sous l’impulsion de l’astronome François Arago. Les Comptes rendus complètent les Mémoires de l’Académie des sciences qui paraissaient depuis 1666.
De 1966 à 1980, le journal est divisé en cinq sections publiées par Gauthier-Villars :
- Comptes rendus hebdomadaires des séances de l’Académie des sciences. Série A, Sciences mathématiques (abrégé en C. R. Acad. Sci. Paris Sér. A-B)  (ISSN 0997-4482 et 0302-8429)
- Comptes rendus hebdomadaires des séances de l’Académie des sciences. Série B, Sciences physiques  (ISSN 0302-8437)
- Comptes rendus hebdomadaires des séances de l’Académie des sciences. Série C, Sciences chimiques  (ISSN 0567-6541)
- Comptes rendus hebdomadaires des séances de l’Académie des sciences. Série D, Sciences naturelles  (ISSN 0567-655x)
- Comptes rendus hebdomadaires des séances de l’Académie des sciences. Supplément, Vie académique  (ISSN 0151-0525)

Les séries A et B ont été publiées dans un même volume, excepté en 1974.
De 1980 à 2001, les séries ont été réarrangées comme suit :
- Comptes rendus de l’Académie des sciences. Série I, Mathématique, (abrégé en C. R. Acad. Sci. Paris Sér. I Math.)  (ISSN 0764-4442, 1778-3577 et 0249-6291)[3]
- Comptes rendus de l’Académie des sciences. Série IIa, Sciences de la terre et des planètes  (ISSN 1251-8050)[4]
- Comptes rendus de l’Académie des sciences. Série IIb, Mécanique, physique, chimie, astronomie, publié de 1980 à 1998  (ISSN 1251-8069)[5]
- Comptes rendus de l’Académie des sciences. Série IIb, Mécanique, physique, astronomie, publié de 1998 à 2000  (ISSN 1287-4620)[6]
- Comptes rendus de l’Académie des sciences. Série IIb, Mécanique, publié de 2000 à 2001  (ISSN 1620-7742)[7]
- Comptes rendus de l’Académie des sciences. Série IIc, Chimie, publié de 1998 à 2001  (ISSN 1387-1609)[8]
- Comptes rendus de l’Académie des sciences. Série III, Sciences de la vie  (ISSN 0764-4469 et 0249-6313)[9],[10]
- Comptes rendus de l’Académie des sciences. Série IV, Physique, astrophysique, publié de 2000 à 2001  (ISSN 1296-2147)[11]

Depuis 2002, les Comptes rendus sont scindés en sept séries thématiques distinctes :
- Comptes Rendus Mathématique -
- Comptes Rendus Mécanique -
- Comptes Rendus Physique -
- Comptes Rendus Géoscience - (sciences de la Terre)
- Comptes Rendus Palévol (paléontologie et théorie de l'évolution) -
- Comptes Rendus Chimie -
- Comptes Rendus Biologies -

Les Comptes rendus ont été publiés en collaboration avec plusieurs éditeurs-imprimeurs :
- 1835-1864 : Bachelier puis Mallet-Bachelier ;
- 1864-1991 : Gauthier-Villars, successeur de Mallet-Bachelier ;
- 1991-1996 : Dunod (séries I et II) et John Libbey (série III) ;
- 1997-2019 : Elsevier puis Elsevier-Masson.

L'Académie des sciences est restée seule propriétaire du titre depuis l'origine.

## Accessibilité
Depuis le 1er janvier 2020, les séries Mathématique, Mécanique, Physique, Géoscience - Sciences de la terre, Chimie et Biologies des Comptes rendus sont publiées par l'Académie des sciences en partenariat avec le Centre Mersenne, et la série Palevol en coédition avec le Muséum national d'histoire naturelle. Toutes sont publiées selon le modèle économique du libre accès diamant, gratuit pour les auteurs (pas de frais de publication à payer) comme pour les lecteurs (articles librement consultables sans abonnement, et réutilisables sous licence Creative Commons CC BY 4.0).
Les articles publiés en partenariat avec l'éditeur commercial Elsevier entre le 1er janvier 2002 et le 31 décembre 2019 dans les sept séries sont également librement consultables sur le site internet actuel des Comptes Rendus. Cet accès sera prochainement étendu aux articles publiés entre 1997 et 2001.
Les articles publiés avant 1997 sont quant à eux accessibles via Gallica, et seront prochainement disponibles sur le portail Persée, grâce à un projet de coopération en cours depuis 2021.